# Sutherland (Schotland)
Sutherland of Sutherlandshire (Cataibh in het Schots) is een historisch graafschap en een lieutenancy area in Schotland. Het graafschap beslaat 5252 km². Hoofdstad en enige burgh is Dornoch.
Vóór 1890 was Sutherland een graafschap dat grensde aan de graafschappen Caithness in het noorden en Ross en Cromarty in het zuiden. Tussen 1890 en 1975 werd Schotland bestuurlijk anders ingedeeld en werden Ross en Cromarty samengevoegd tot Ross and Cromarty. 
Sinds 1996 valt Sutherland onder het raadsgebied Highland.

## Plaatsen
- Bonar Bridge
- Brora
- Dornoch
- Durness
- Embo
- Golspie
- Helmsdale
- Kinlochbervie
- Lairg
- Lochinver
- Tongue

## Bezienswaardigheden

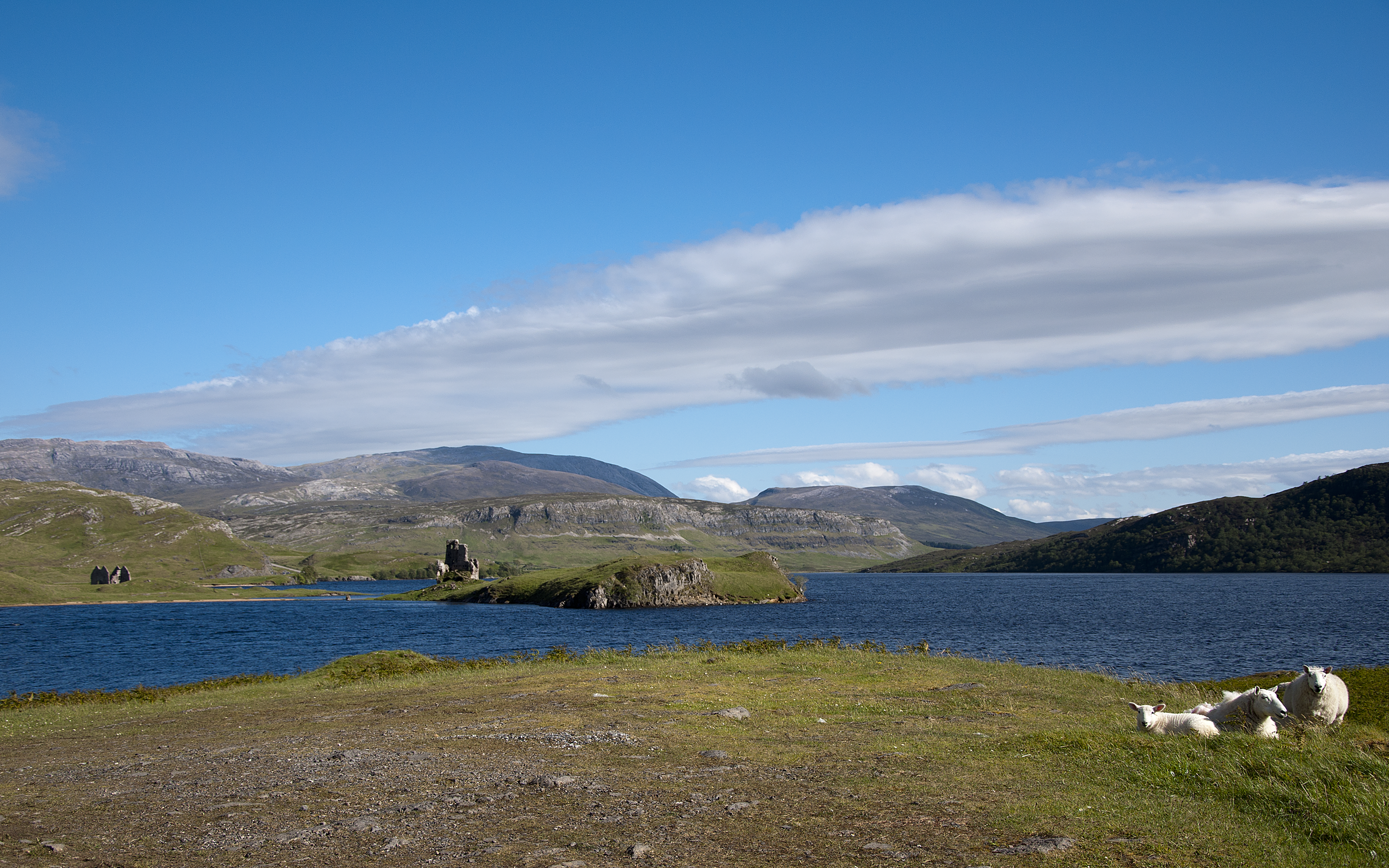
Loch Assynt met Calda House en Ardvreck Castle

- Ardvreck Castle
- Calda House
- Carn Liath, een broch
- Cinn Trolla Broch
- Clachtoll Broch
- Dornoch Cathedral
- Dun Dornaigil
- Dunrobin Castle
- Flow Country
- Old Man of Stoer
- Smoo Cave